# Rozenburg

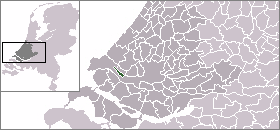
Läge i Zuid-Holland.

Rozenburg är en kommundel (bestuurscommissiegebied, till 2014 deelgemeente) i Rotterdam. Till 2008 var det en egen kommun i provinsen Zuid-Holland i Nederländerna. Rozenburgs totala area är 6,50 km² (där 1,99 km² är vatten) och invånarantalet är på 13 173 invånare (2004).